# Ne’ot Chowaw
Ne’ot Chowaw (hebr. רמת חובב; arab. عومر) – samorząd lokalny położony w Dystrykcie Południowym, w Izraelu. Leży w północnej części pustyni Negew, w odległości 12 km na południe od Beer Szewy.

## Historia
W 1975 rząd izraelski utworzył w tym miejscu strefę przemysłową. Miało to na celu koncentrację szkodliwego dla naturalnego środowiska przemysłu w jednym miejscu, z dala od obszarów zaludnionych.

## Komunikacja
Przy miasteczku przebiega droga ekspresowa nr 40  (Kefar Sawa-Ketura).